# Kristen Madsen Brodersen
Kristen Madsen Brodersen, född 29 juli 1914 i Avnbøl, död 17 juni 1942 vid Demjansk i Ryssland, var en dansk soldat som tjänstgjorde i Frikorps Danmark.
Han blev medlem i DNSAP den 28 oktober 1933. Kort därefter flyttade han till Köpenhamn och blev medlem i DNSAP:s stormtrupper, SA. Han inkallades till armén och antogs till officersutbildning.
Då Danmark ockuperades av Tyskland 9 april 1940 befann han sig i Sønderborg. Liksom några av sina officerskollegor var han missnöjd med att danska soldater inte tilläts göra motstånd mot ockupationsmakten.
Efter att den danska regeringen, Regeringen Thorvald Stauning VI, beslutat om att tillåta danska soldater att lämna armén och istället ansluta sig till den tyska krigsmakten, anmälde han sig i början av år 1941 till Waffen-SS.
I juni 1941 anmälde han sig till den då nyinrättade styrkan Frikorps Danmark. Han placerades i den så kallade führerreserven, ledarreserven, vilken omfattade de officerare som inte hade någon fast uppgift utan som oftast kommenderades till tjänsteförrättande chef för enheter som för närvarande stod utan chef.
Den 11 juni försökte Frikorpset för andra gången inta byn Bol Dubowizy. Anfallet leddes av tredje kompaniet under untersturmführer Alfred Nielsens befäl. Kristen Madsen Brodersen medverkade som vägvisare för styrkan. Alfred Nielsen föll sedan i striden, varvid Brodersen övertog ledningen för kompaniet till sin egen död.
Omständigheterna kring hans död är oklara. Vissa källor anger att han 17 juni 1942 dödades vid ett artilleriangrepp. En annan källa hävdar att han ville imponera på sina soldater genom att visa för dem hur ineffektiv en tysk handgranat skulle vara. Hans förevisning gick inte som planerat, utan granaten detonerade och han omkom omedelbart. Vid tillfället skall han inte ha varit helt nykter.

### Översättning
Den här artikeln är helt eller delvis baserad på material från danskspråkiga Wikipedia.

### Webbkällor
- Danskere i Tysk Tjeneste – Kristen Madsen Brodersen